# Club de Fútbol Extremadura
El Club de Fútbol Extremadura, SAD fou un club de futbol de la ciutat d'Almendralejo, (Badajoz). Es va crear l'any 1924 i va desaparèixer el 2010. Jugava a l'estadi Francisco de la Hera, que té una capacitat per a 11.580 espectadors.
Va desaparèixer després de patir una greu situació tant esportiva com financera, fet que el va portar a la categoria Regional Preferent per impagaments. Després del descens a la Primera Regional, el seu president va dissoldre el club.

## Historial recent
| Temporada | Divisió            | Posició | Copa del Rei        |
| --------- | ------------------ | ------- | ------------------- |
| 1989/90   | Tercera            | 1r      |                     |
| 1990/91   | Segona B           | 14è     |                     |
| 1991/92   | Segona B           | 3r      |                     |
| 1992/93   | Segona B           | 6è      |                     |
| 1993/94   | Segona B           | 1r      |                     |
| 1994/95   | Segona             | 15è     |                     |
| 1995/96   | Segona             | 5è      | 2a Ronda            |
| 1996/97   | Primera            | 19è     | Vuitens de final    |
| 1997/98   | Segona             | 2n      | Vuitens de final    |
| 1998/99   | Primera            | 17è     | 3a Ronda            |
| 1999/00   | Segona             | 8è      | 1a Ronda            |
| 2000/01   | Segona             | 11è     | Vuitens de final    |
| 2001/02   | Segona             | 21è     | 1/32                |
| 2002/03   | Segona B           | 5è      | 1/32                |
| 2003/04   | Segona B           | 13è     | Ronda prèvia        |
| 2004/05   | Segona B           | 10è     | No hi va participar |
| 2005/06   | Segona B           | 11è     | No hi va participar |
| 2006/07   | Segona B           | 16è     | No hi va participar |
| 2007/08   | Regional Preferent | 17è[2]  | No hi va participar |
| 2008/09   | Regional Preferent | 17è     | No hi va participar |
| 2009/10   | Regional Preferent | 19è     | No hi va participar |
1. ^ A més del descens esportiu va ser sancionat amb un descens administratiu per irregularitats econòmiques

## Estadi
Estadi Francisco de la Hera, amb capacitat per a 11.580 espectadors. El partit inaugural es va jugar el 12 d'octubre de 1951, contra el Sevilla FC, perdent per 2-4. S'anomena així en honor del president de l'entitat durant aquests anys.

## Dades del club
- Temporades a 1a: 2
- Temporades a 2a: 13
- Temporades a 2a B: 10
- Temporades a 3a: 26
- Millor posició a la lliga: 17è (Primera Divisió temporada 98-99)